# Maurice White
Maurice White, född 19 december 1941 i Memphis, Tennessee, död 3 februari 2016 i Los Angeles, Kalifornien, var en amerikansk musiker, låtskrivare och producent, framförallt känd som grundare och frontfigur i musikgruppen Earth, Wind & Fire.

## Karriär
Maurice White var välkänd för grundandet och sin roll som frontfigur i det legendariska R&B-bandet Earth, Wind & Fire. Han hade också en betydande roll i flera andra artister och gruppers karriärer. Även hans yngre bror Verdine White är medlem i Earth, Wind & Fire.

### Earth, Wind & Fire
Efter tre års samarbete med Ramsey Lewis i slutet på 60-talet utvecklade White musikgruppen Earth, Wind & Fire, som bestod av lokala sångare i trakterna runt Chicago, Illinois. 1970 flyttade bandet till Los Angeles där de samma år släppte debutalbumet Earth, Wind & Fire. Efter ytterligare ett album så fick bandet 1971 förstärkning av flera nya medlemmar. Under 70-talet hade bandet stora framgångar med album som That's the Way of the World och I Am och har genom åren belönats med 25 st guld-, och platinaalbum samt sex stycken Grammy Awards.
Utöver Earth, Wind & Fire har Maurice varit producent åt andra välkända artister och grupper, bland annat Barbra Streisand, The Emotions och Neil Diamond.

### Senare år
1985 släpptes Whites självbetitlade soloalbum Maurice White.
1992 fick White diagnosen Parkinsons sjukdom. Ungefär två år senare hade sjukdomstillståndet förvärrats i den grad att han avslutade turnerandet med bandet. Dock fortsatte han vara aktiv inom musikbranschen, med projekt som exempelvis uppsättningen av Broadwaymusikalen Hot Feet, som är byggd på musik av just Earth, Wind & Fire. Den 3 februari 2016 avled Maurice White, 74 år gammal.